# 川添彩
川添 彩（かわぞえ あや、1989年10月12日- ）は、日本の映画監督。神奈川県 横浜市出身。多摩美術大学造形表現学部映像演劇学科卒業。京都芸術大学映画学科研究室にて副手として勤務。東京藝術大学映像研究科映画専攻卒業。

## 来歴
2012年、多摩美術大学在学時に制作した短編映画『きりはじめて、はなをむすぶ。』が 第26回イメージフォーラム・フェスティバル  “ジャパン・トゥモロウ部門”にてグランプリを受賞する。同年、第58回オーバーハウゼン国際短編映画祭“インターナショナル部門・コンペティション”にて『ぞうが死んだ』が入選。
2014年多摩美術大学卒業制作作品である『姉と弟 こどもと大人(とそうでないひと)』が第28回「イメージフォーラム・フェスティバル」“ジャパン・トゥモロウ部門” 、第14回「ニッポン・コネクション」“ニッポン・ビジョン部門” 、第12回「ブリィヴ・ヨーロッパ中編映画祭」“メイド・イン・ジャパン部門” にて入選。
2020年、東京藝術大学で実習作品として制作した『とてつもなく大きな』が第73回カンヌ国際映画祭“批評家週間”にて唯一の日本人監督作品としてノミネート。
第58回ニューヨーク映画祭“カレンツ部門”、メキシコ 第4回ブラック・キャンバス・コンテンポラリー映画祭“ビヨンド・ザ・キャンバス部門”にて正式出品された。

## 作品

### 映画監督作品
- きりはじめて、はなをむすぶ。（2012年）
- ぞうが死んだ（2012年）
- さよなら三角形（2013年）
- 姉と弟こどもと大人(とそうでないひと)（2014年）
- 夜の電車（2019年）
- とてつもなく大きな（2020年）
- とおぼえ（2022年）

### MV
- Bialystocks「I Don't Have A Pen」（2021年）
- Bialystocks「Over Now」（2022年）

### 撮影作品
- 母がる（2016年）